# استنلی داونوود
استنلی داونوود (به انگلیسی: Stanley Donwood) نام هنری گرافیست انگلیسی دن ریکوود است.داونوود بیشتر به خاطر رابطه نزدیکش با گروه راک بریتانیایی ردیوهد شناخته می‌شود که تمامی پوسترها و آلبوم‌های گروه را طراحی کرده‌است.